# Гостеприимная Арктика

Фронтиспис первого издания «Гостеприимной Арктики» В. Стефанссона

Гостеприимная Арктика (полное название «Гостеприимная Арктика: Рассказ о пяти годах в полярных краях», англ. The Friendly Arctic: The Story of Five Years in Polar Regions) — книга канадского полярного исследователя Вильялмура Стефансона, в которой описывается Канадская арктическая экспедиция под руководством Стефансона, проходившая в 1913—1918 гг. Опубликована впервые в нью-йоркском издательстве Макмиллана в 1921 г. с предисловием экс-премьер-министра Канады Роберта Бордена.
Как отмечал современный автору рецензент, «один из важнейших уроков книги Стефансона — до какой степени являются целиком ошибочными многие из общепринятых мнений об арктическом регионе»:

На первый взгляд может показаться, что слово «гостеприимный» в названии книги употреблено лишь затем, чтобы подчеркнуть, что в арктических областях Стефансон встретил дружески расположенных людей, — тем более что он уже описал в своей предыдущей книге доброту и гостеприимство эскимосов. Однако значение этого слова здесь гораздо шире, с его смыслом непосредственно связано то, что и делает саму экспедицию настолько выдающейся и пионерской. Стефансон имеет в виду, что северный полярный регион сам по себе дружественен и гостеприимен по отношению к человеку — что он, вопреки всем предвзятым мнениям, вовсе не является бесплодным, безжизненным, неприступным необозримым пространством, угрожающим смертью от голода или невыносимого холода.